# Пичушкин, Александр Юрьевич
Алекса́ндр Ю́рьевич Пичу́шкин (род. 9 апреля 1974, Мытищи, Московская область) — российский серийный убийца, известный как «Битцевский маньяк» и «Убийца с шахматной доской». Совершил не менее 49 убийств в московском Битцевском парке и его окрестностях; большинство жертв убивал ударами молотка по голове. Преследовал цель убить 64 человека в соответствии с количеством клеток на шахматной доске.
По официальной версии, первое убийство совершил в 1992 году, его жертвой стал однокурсник по ПТУ Михаил Одийчук. С 2001 по 2006 годы убил 48 человек и совершил 3 покушения на убийство. 29 октября 2007 года Александр Пичушкин был приговорён к пожизненному лишению свободы и отправлен отбывать наказание в исправительную колонию особого режима «Полярная сова». Находясь в заключении, неоднократно изъявлял желание снова начать убивать людей.

## Детство
Александр Пичушкин родился 9 апреля 1974 года в Мытищах. Отец ушёл из семьи, когда ребёнку было 10 месяцев. После этого мальчик рос с матерью, а в его воспитании принимал активное участие дедушка. В 1976 году они с матерью переехали жить из города Мытищи в московский район Зюзино (тогда это была территория Севастопольского района), на улицу Херсонскую. Саша не хулиганил, казался скромным и нелюдимым, любил играть в шахматы и шашки, писал стихи.
Вскоре, по словам матери Пичушкина, с ним произошёл несчастный случай — он упал с качелей и получил черепно-мозговую травму, после чего оказался в больнице. В результате травмы у него возникли осложнения с речью — он путал «ш» и «с», а также ошибался в написании этих букв, из-за чего мать перевела его в 138-й логопедический интернат. После интерната Пичушкин поступил в ПТУ № 66 (ныне — Технический пожарно-спасательный колледж имени В. М. Максимчука, отделение Нагорное) на улице Нагорной, где обучался на плотника.
В армии Пичушкин не служил, но после обследования в военкомате проходил лечение в психиатрической больнице.

## Первое убийство
Первое убийство Пичушкин совершил 27 июля 1992 года в возрасте 18 лет. Он уже тогда серьёзно раздумывал о своём желании убивать, но опасался делать это в одиночку, так что предложил своему одногруппнику Михаилу Одийчуку совершить первое убийство. Они с товарищем прогуливались по Битцевскому парку, подыскивая место для совершения преступления. Однако Михаил относился к этой задумке как к шутке. Несерьёзное отношение товарища расстроило Александра, так что он задушил его верёвкой.

Труп был сброшен в канализацию Битцевского парка, скорость течения которой достигала 5 м/сек. Тело так и не было найдено. Пичушкин сделал вывод, что этот метод избавления от трупов является оптимальным, а потому много раз использовал этот способ в дальнейшем. На суде он сказал: 
Первое убийство как первая любовь, его невозможно забыть.
Пичушкин взял с Михаила расписку о том, что он согласен добровольно уйти из жизни. Милиция узнала об этом и проводила допрос убийцы, но он смог убедить их, что ничего не знает, и с него сняли подозрения. В дальнейшем маньяк предлагал и другим людям написать подобные расписки, многие соглашались, думая, что это шутка.
Пичушкин довольно долго обдумывал первое убийство. Через какое-то время он понял, что хочет убивать, и окончательно убедился в этом после суда над серийным убийцей Андреем Чикатило. Он боялся ошибиться, а потому тщательно готовился к преступлениям: тренировался и усиленно развивал мускулатуру. Следующее убийство он совершил спустя девять лет.

## Серия убийств
Во время совершения серии убийств в 2001—2006 годах Александр проживал с матерью (Натальей Эльмурадовной Пичушкиной), сестрой, её мужем и их ребёнком в Москве по Херсонской улице, дом № 2, недалеко от Битцевского парка; работал грузчиком в супермаркете «Пятёрочка» на Керченской улице. Однако в последующие годы он также успел поработать в других магазинах в окрестностях московского района Зюзино; к моменту убийства своей последней жертвы Москалевой он работал в супермаркете «Перекрёсток» в торговом центре «Калужский». После ареста Пичушкин заявил, что хотел убить не менее 64 человек, чтобы количество жертв было равным количеству клеток на шахматной доске; однако на одном из допросов заявил, что после заполнения всех 64 клеток купил бы доску для международных шашек, на которой 100 клеток. После каждого убийства он наклеивал номер и закрывал клеточку каким-либо предметом (пробкой, шашкой и т. д.).
Поначалу Пичушкин старался убивать алкоголиков, бомжей и прочих асоциальных личностей, по его мнению, «не имевших права» на жизнь. Поэтому все убийства на первом этапе происходили по схожему сценарию: Пичушкин знакомился с жертвой и под различными предлогами (помянуть умершего пса, отпраздновать день рождения и т. д.) заманивал их в чащу Битцевского парка, где спаивал алкоголем и сбрасывал в расположенные в парке коллекторы, в результате чего большинство либо погибали при падении, либо умирали от переохлаждения, утопления и невозможности самостоятельно выбраться. При этом на суде Александр поделился, что убивать знакомых людей ему было приятнее, потому что это вызывало больше эмоций.

### 2001 год
- Второе убийство Александр Пичушкин совершил 17 мая 2001 года, жертвой стал 52-летний Евгений Пронин, имевший среди местных жителей прозвище «Кайф» за свою слабость к спиртному и согласившийся выпить с Пичушкиным в Битцевском парке якобы за «упокой души» недавно умершего пса[6]. Опоив свою вторую жертву, Пичушкин сбросил его в канализационный люк. Евгений погиб, захлебнувшись сточными водами.
- Через шесть дней (23 мая) у станции метро «Каховская» Пичушкин встретил 64-летнего Вячеслава Климова. Они разговорились и выпили. Преступник расправился с пожилым мужчиной тем же способом, что и с Прониным.
- Четвёртое убийство Пичушкин совершил почти через месяц. 22 июня 2001 года около спортивного магазина Александр познакомился с мужчиной по имени Юрий; на вид (как рассказывал убийца) ему было около 60 лет. Пичушкин пригласил Юрия в парк под предлогом совместного распития спиртного. Когда он столкнул жертву в колодец, тот зацепился за скобы, поэтому Пичушкину пришлось спуститься за ним и ударить по рукам, чтобы Юрий упал вниз, в результате чего тот скончался[6][9].
- Через четыре дня Пичушкин убил 65-летнего алкоголика Николая Тихомирова. Как позже рассказал пасынок Николая, тот имел проблемы с алкоголем и мог упасть в люк будучи пьяным. Вследствие этого, несмотря на то, что тело Тихомирова было найдено на следующий день, никто не заподозрил, что он был именно убит, а не случайно упал в коллектор.
- 29 июня пропал 73-летний Николай Филиппов. Пожилой мужчина ушёл за сигаретами и не вернулся. В тот же день, как позже выяснилось, он был убит Пичушкиным.
- 2 июля того же года Пичушкин, возвращаясь с работы, встретил своего давнего знакомого — 49-летнего Олега Львова. Узнав, что тот уже две недели ведёт асоциальный образ жизни (когда Львов собрался продать свою квартиру, его оглушили ударом по голове, забрав и деньги, и квартиру), Пичушкин пригласил его в Битцевский лес выпить водки[6]. У Львова на пальцах и на груди были печатка и цепочка, но убийца их не забрал[9]. В тот же день, спустя некоторое время, Александр расправился с Олегом; впоследствии на суде Пичушкин заявил, что это был единственный человек, которого ему было жалко убивать, потому что они были знакомы пять лет[6][9].
- 13 июля Пичушкин познакомился с 61-летним Геннадием Сафоновым, сбежавшим из наркологической клиники. Когда Сафонов выпил водку, Пичушкин потащил его к ближайшему колодцу. Увидев это, Сафонов попросил: «Только в колодец меня не бросай». Убийца не стал слушать старика, сбросил его в колодец, и тот погиб[9].
- 14 июля Пичушкин увидел в парке своего знакомого — 44-летнего Сергея Павлова. Павлов возвращался домой с подругой и сначала отказался выпить с Александром, но затем всё-таки оставил подругу и пошёл с ним в лес. Однако произошло то, чего Пичушкин вовсе не ожидал,— Сергей стал брыкаться и сопротивляться. Тогда убийца резко схватил его за ногу и сбросил в колодец[9].
- 10-й и 11-й жертвами стали 45-летний Виктор Елистратов и 54-летний Виктор Волков по прозвищу «Чира»[9], которых Пичушкин убил  20 и 21 июля.
- 26 июля Пичушкин совершил убийство 22-летнего Андрея Коновальцева по прозвищу «Терминатор», однако попытка сбросить свою 12-ю жертву в коллектор бесшумно оказалась неудачной — в последние минуты жизни Коновальцев, заподозрив неладное, попытался убежать от нового знакомого, но Пичушкин был сильнее и смог схватить его и притащить к люку. Андрей кричал, чем привлёк проходящих мимо женщин[6][9]. Маньяка это напугало, и ему пришлось затаиться на полгода[6].

### 2002 год
- 13-е убийство Александр Пичушкин совершил другим способом. Вечером 18 января 2002 года он познакомился на улице с 39-летним бездомным по имени Вячеслав, заманил его в подъезд 16-этажного дома по улице Каховка под предлогом совместного распития спиртных напитков, после чего сбросил мужчину с 16-го этажа, и тот погиб на месте[6]. Сотрудники правоохранительных органов, не став серьёзно разбираться, списали всё на несчастный случай. Новый способ не принёс маньяку такого же удовольствия, так что он вернулся к предыдущему методу[6].
- 14-е убийство Пичушкин совершил 29 января в Битцевском парке; жертвой стал 42-летний Андрей Веселовский, злоупотреблявший спиртными напитками.
- 13 февраля Пичушкин расправился с 47-летним хроническим алкоголиком Юрием Чумаковым.
- 23 февраля маньяк попытался убить 20-летнюю Марию Виричеву[6], находившуюся на 5-м месяце беременности. Он заманил её в Битцевский парк предложением припрятать якобы украденный товар за 1000 рублей (по другой версии помочь перенести тяжёлые сумки[6]). Однако после падения в колодец Виричевой удалось спастись и самостоятельно выбраться на поверхность, где её обнаружили случайные прохожие и вызвали «Скорую помощь» и милицию. Ей удалось сохранить ребёнка[6]: летом родилась девочка. Участковый убедил женщину не писать заявление, а сообщить, что в колодец она упала самостоятельно, на что та согласилась[9].
- 27 февраля Пичушкин решил убить ещё одну женщину, коей стала Вера Захарова. Вопреки своим обычным правилам, маньяк хотел выпить с ней, но она попросила его этого не делать, так как боялась, что он «потеряет контроль». Он согласился, а затем сбросил женщину в колодец. Она ухватилась за край, и ему пришлось разжимать её руки[9].
- 7 марта 18-й жертвой Пичушкина стал 46-летний рабочий Борис Нестеров. С собой у Пичушкина постоянно был пакет, в котором лежали гвоздодёр, рабочие перчатки, водка, сигареты и спички (если жертве хотелось покурить). С Нестеровым они стояли недалеко от колодца, он немного выпил, а потом, к удивлению Пичушкина, резко встал и пошёл на выход из парка. Пичушкин побежал за ним и в этот момент Нестеров обернулся и резко и сильно схватил его за горло. Но убийца вскоре сбил Бориса с ног и бил ногами, не давая вставать; после схватил трухлявую палку, но она рассыпалась у него в руках. Нестеров стал кричать: «Мужики, помогите!», затем сказал Пичушкину: «Не убивай! Я на тебя квартиру оформлю…», но после выдохся и затих. Убийца подтащил тело Нестерова к колодцу, открыл крышку и сбросил вниз.
- 8 марта Пичушкин расправился с 42-летним Алексеем Фёдоровым, — злоупотребляющим спиртными напитками инвалидом, проживавшим с матерью и сестрой в соседнем с Пичушкиным подъезде. Алексей весил около 130 килограмм, и убийце пришлось очень долго тащить его до колодца, но через 20 минут он всё-таки столкнул его[9]. После убийства Фёдорова его родственники подали заявления в милицию о его пропаже, сотрудники правоохранительных органов в рамках расследования беседовали и с Пичушкиным, однако тот сумел убедить милиционеров в своей непричастности к исчезновению Фёдорова, не вызвав при этом подозрений.
- 10 марта Пичушкин совершил попытку убийства 13-летнего Михаила Лобова, ранее сбежавшего из детского дома. Преступник заманил подростка в парк, пообещав денег за помощь с перетаскиванием техники, после чего столкнул в канализационный люк, однако Лобов не потерял сознание при падении и через некоторое время сумел самостоятельно выбраться наружу. Увидев через несколько дней Лобова на улице, Пичушкин решил больше не сбрасывать людей в колодцы живыми[6].
- Через некоторое время Пичушкин сумел через знакомого приобрести стреляющую ручку; с её помощью Пичушкин продолжил охоту, жертвой невольно стал 43-летний бывший скрипач Герман Червяков, который из-за проблем с алкоголем потерял работу и дом. Долгое время Пичушкин не мог расправиться с Германом, потому что он постоянно был в компании людей и никогда не оставался один. Ранним утром 24 августа 2002 года, Александр пробрался в шалаш Червякова, в котором он проживал по летнему времени, и выстрелил в него; однако произошла осечка, и тогда Пичушкин вновь произвёл выстрел. На этот раз его жертва моментально скончалась, что Пичушкин понял по струе крови, выходящей из головы потерпевшего и резко прекратившегося храпа; после убийства он ушёл домой.
- 13 и 25 сентября соответственно Пичушкин убил 40-летнего сварщика Николая Ильинского и Вячеслава Минаева.
- 30 сентября с помощью стреляющей ручки Пичушкину не удалось с первой, второй и третьей попыток расправиться с 42-летним Сергеем Фёдоровым по прозвищу «Ёжик», и ему пришлось добивать ещё живого мужчину гвоздодёром, после чего он решил отказаться от использования ручки-самострела и выкинул её в пруд[6][9].
- 2 ноября Пичушкин убил своего знакомого — 46-летнего инвалида второй группы Алексея Пушкова.
- 12 ноября Пичушкин впервые использовал молоток. Жертвой маньяка стал местный любитель выпить Валерий Долматов. Пичушкин ударил Долматова молотком прямо в челюсть, Валерий упал и притворился мёртвым. Но убийца сразу раскусил обман и сбросил Долматова в колодец[9].

### 2003 год
- 13 марта жертвой стал 73-летний Лянг Фаткулин.
- Спустя 2 недели — 27 марта — был убит 42-летний Виктор Ильин[9].
- 4 апреля жертвой маньяка стал 62-летний Игорь Каштанов. Из-за того, что Каштанов был крепким мужчиной, Пичушкину пришлось бить его молотком по голове; получив удар, Каштанов начал вставать, но получил ещё один удар и погиб. Убийца сбросил тело Игоря в люк[9].
- 6 апреля был убит 42-летний Олег Бояров.
- 10 мая Пичушкин убил своего коллегу — 40-летнего Василия Станового.
- 12 мая убийца пригласил в лес своего знакомого — 45-летнего Сергея Чудина. Пока он курил, сидя на бревне, Пичушкин оглушил его, но не убил. Чудин погиб только на дне колодца[9].
- 27 августа жертвой Пичушкина стал Владимир; перед этим убийством маньяк впервые выпил вместе с жертвой[9].
- 30 августа Пичушкин убил 42-летнего Егора Кудрявцева, которого впоследствии искали не так активно: думали, что он находится в местах лишения свободы (до этого мужчина трижды был в тюрьме[9]) или в психиатрической больнице.
- 14 октября маньяк убил своего коллегу — Владимира Фомина, с которым они вместе работали в «Пятерочке»[9].
- 14 ноября жертвой Пичушкина стал 43-летний персональный водитель Владимир Федосов[9].
- 15 ноября Пичушкин напал на 27-летнего Константина Поликарпова. Убийца совершил несколько ударов молотком, а затем сбросил жертву в колодец. Мужчине удалось выжить, потому что он зацепился одеждой за скобу, пришёл в себя и выбрался[6]. Пичушкин узнал об этом сразу, так как они проживали в одном дворе. Александр стал переживать, что его поймают, но ему повезло: Константин потерял память[6][9]. Из-за неудачного покушения Пичушкин залёг на дно и не совершал убийств 1 год и 7 месяцев[9].

### 2005 год
Миловидная блондинка приглянулась Пичушкину сразу. Он даже приударить за ней пытался, но получил от ворот поворот. Ольге ухажёр не нравился, отшила она его очень резко. Пичушкин тогда сделал вид, что обиду проглотил. Но, как выяснилось, злобу на женщину затаил нешуточную.

В 2005 году Пичушкин, работая в супермаркете недалеко от своего дома, познакомился с коллегой Ольгой Синюгиной. Он долго готовился к её убийству, но понимал, что Ольга с ним ни за что не пойдёт. Поэтому решил выследить её по дороге домой после работы и убить прямо на улице. Однако такой план требовал подготовки, убивать в безлюдном парке маньяку было куда как безопаснее. Но жажда крови брала своё. Поэтому убийство Ольги Пичушкин откладывал, находя до поры до времени более «лёгких» жертв, которых без проблем завлекал в Битцевский лес. Позже Синюгина скажет: 
…Пичушкин мне не понравился с первой встречи. Страх сразу появился, отвращение, как будто крысу увидела. Взгляд у него стеклянный какой-то…
 Разоблачение Пичушкина Ольгу потрясло. А его признание и вовсе выбило из колеи. После встречи с маньяком в кабинете следователя его несостоявшаяся жертва уволилась с работы, собрала вещи и срочно уехала к родным в Казахстан.
- 8 июня он заманил в Битцевский парк своего 40-летнего приятеля Андрея Маслова, которого опоил, и когда тот уснул, разбил ему голову молотком и сбросил тело в канализацию. После этого преступления Пичушкин снова решил изменить тактику: по собственному признанию (сделанному уже после ареста), ему надоело прятать тела своих жертв, и он решил публично заявить о своём существовании.
- 28 сентября Пичушкин заманил в Битцевский парк 46-летнего злоупотребляющего алкоголем Юрия Кузнецова, решив разбить ему голову молотком и оставить тело на видном месте, однако изменил свои планы, так как Кузнецов после совместного распития бутылки водки с Пичушкиным уснул, после чего убийца просто зажал ему рот и нос руками до тех пор, пока Кузнецов не задохнулся[9]. Тело было найдено на следующий день случайными прохожими, однако прибывшие сотрудники милиции списали смерть Кузнецова на отравление алкоголем, не став возбуждать уголовное дело и проводить проверку.
- 15 октября Пичушкин напал на 31-летнего бездомного Николая Воробьёва, однако тот после первого удара сумел вскочить на ноги и попытался убежать от Пичушкина, но убийце удалось догнать его и забить до смерти. Только в этот момент милиция признала, что в городе орудует серийный убийца[6].
- 16 ноября 41-й жертвой маньяка стал 63-летний бывший сержант милиции Николай Захарченко. Он выпил полстакана водки и сильно опьянел, Александр сначала не хотел бить его молотком, чтобы не испачкаться в крови, но Захарченко внезапно начал размахивать палкой, и Пичушкин вырвал палку у него из рук и ударил ею по голове. Николай скончался[9].
- 21 ноября жертвой убийцы стал 36-летний Олег Лаврененко, приезжий из Камышина. Во время распития спиртного Олег достал ножик и начал играть с ним, Пичушкин отобрал его, кинул на землю, затем резко ударил Лаврененко молотком по лицу. В процессе молоток сломался[9]. Во время следственного эксперимента нашли сумку Лаврененко — вещи, которые он хотел продать, ножик, челюсть. Всё остальное съели бродячие собаки.
- Началом «ритуальной» серии можно считать 28 ноября, когда Пичушкин убил 73-летнего инвалида 2-й группы Владимира Дудукина. После убийства он накрыл тело Дудукина и вставил в его голову бутылку водки.
- 6 декабря — убит 72-летний Николай Корягин. Он возвращался домой через Битцевский парк, его заметил Пичушкин и предложил выпить. У Корягина в ушах был слуховой аппарат, и Пичушкин решил, что это какой-то передатчик и сейчас их засекут. Когда Пичушкин успокоился, то нанёс Корягину удар молотком по лицу, затем пробил в голове дыру и вставил туда бутылку водки.
- 16 декабря — убит 49-летний Виктор Соловьёв. Он выпил и стал внезапно уходить на выход из леса, но Пичушкин догнал его и нанёс несколько ударов молотком, от которых верхней части черепа почти не осталось. Затем Пичушкин вставил в голову Виктора бутылку из-под водки. Его тело, как и тело Лаврененко, съели бродячие собаки.
- 19 декабря — убит 64-летний работник битумного завода Борис Гришин. Он согласился выпить с Пичушкиным после тяжёлой смены на заводе.
- 26 декабря — убит 51-летний сварщик Александр Лёвочкин. Он не ответил отказом на предложение убийцы отметить наступающий Новый год. С его телом случилось то же самое, что и с телами Лаврененко и Соловьёва.

### 2006 год
- Новый 2006 год Пичушкин решил начать убийством 55-летнего Юрия Ромашкина, которое было совершено 27 февраля. Он убил его штакетником, который потом воткнул в его голову.
- 4 марта был убит 57-летний филолог Степан Васильченко. В его голову также была воткнута палка.
- 23 марта жертвой Пичушкина стал 25-летний Махмуд Жолдошев.
- 11 апреля Пичушкин убил 48-летнюю Ларису Кулыгину.
- 13 июня в овраге, недалеко от вл. 89 по Севастопольскому проспекту, была убита 36-летняя Марина Москалёва; она стала последней, 49-й жертвой Пичушкина. Марина была его коллегой, они вместе работали в «Перекрёстке». Марина оставила сыну записку с информацией о том, с кем она пошла на встречу. Она сообщила об этом Пичушкину. Это насторожило его, но не остановило[8][9]. Спустя несколько часов размышлений, Александр всё же решился на убийство. После этого ему звонили сын и подруга погибшей. Маньяк пытался уничтожить улики: выкинул молоток, обувь и одежду, смыл тетрадь, в которой писал о преступлениях, в унитаз[9].

Лишь троим жертвам Пичушкина — 20-летней Марии Виричевой, 13-летнему Михаилу Лобову и 27-летнему Константину Поликарпову — после покушения удалось остаться в живых.

## «Битцевский маньяк»
Серию убийств Пичушкин начал в 2001 году, но до конца 2005 года ни милиция, ни прокуратура не подозревали о существовании серийного убийцы. Благодаря отработанному способу избавления от тел с помощью канализационных люков и заметания следов, все исчезнувшие люди числились пропавшими без вести.

Из показаний В. А. Мухина, директора Курьяновских очистных сооружений (именно к ним ведёт коллектор канализации, в который маньяк сбрасывал свои жертвы): 
С 2001 по 2005 год на наших очистных сооружениях постоянно находили трупы. 29 тел за это время! Я 30 лет работаю, и никогда ни одного подобного ЧП не было. Обо всех найденных трупах мы сообщали в милицию.
Но по большинству из 29 найденных тел уголовные дела милицией не заводились, и тела его жертв так и оставались неопознанными до тех пор, пока их не указал сам Пичушкин. Лишь с осени 2005 года в прессе стали появляться заметки об участившихся случаях убийств в Битцевском парке. Объяснялось это тем, что Пичушкин перестал прятать тела, желая таким образом заявить о себе. «Фирменный знак» преступника — разбитая тяжёлым предметом голова жертвы и вставленные в открытую рану ветки или бутылки из-под водки — доказал: в Битцевском парке орудует серийный убийца, нападающий преимущественно на пожилых мужчин. Однако никакие мероприятия по поимке маньяка, в числе которых было круглосуточное патрулирование парка сотрудниками в штатском и наблюдение за районом с вертолёта, результатов не давали.
В этот же период случился эпизод, когда местному жителю, регулярно гулявшему в Битцевском парке, Пичушкин настойчиво предлагал выпить бутылку крепкого алкогольного напитка. Пичушкин явно был раздражён отказом непьющего мужчины и начал злиться, но в этот момент из кустов появились две собаки, владельцем которых была несостоявшаяся жертва; маньяк сразу предпочёл удалиться. Мужчина незамедлительно отправился в ближайший опорный пункт милиции, находящийся по адресу улица Обручева, дом № 55а, где дал подробное описание произошедшего и описал подозрительного человека. Но милиционеры не посчитали случившееся достойным внимания и вспомнили об этом эпизоде только через несколько месяцев, после ареста Александра Пичушкина.

## Подозреваемые
19 февраля 2006 года в Битцевском парке был задержан мужчина, который при попытке проверки документов попытался сбежать, но оперативники открыли огонь и ранили его в бедро. В дальнейшем выяснилось, что задержанный не имел никакого отношения к убийствам в Битцевском парке. По одной версии, остановившие мужчину оперативники были не в форме, и мужчина решил, что его пытаются ограбить. Согласно второй версии, мужчина носил нож для самозащиты, а когда оперативники обратили на него внимание, он испугался, что его могут привлечь к уголовной ответственности за ношение холодного оружия.
13 марта в Битцевском парке был задержан другой мужчина, переодетый женщиной, который при виде сотрудников милиции также попытался сбежать. В сумке у него был обнаружен молоток. Однако в ходе следствия выяснилось, что у задержанного на момент совершения убийств было алиби.

## Арест
13 июня 2006 года было совершено убийство 36-летней Марины Москалёвой, при расследовании которого следствие вышло на её коллегу Александра Пичушкина. С ней он познакомился в супермаркете, где оба работали некоторое время. Женщина развелась с мужем, воспитывала сына Серёжу. Хотя она, как сообщается, относилась к коллеге с подозрением, тем не менее, согласилась пойти с ним на прогулку. Потерпевшая общалась с Пичушкиным, но близко к себе не подпускала. Перед отъездом Марина оставила сыну номер его мобильного телефона. Сам Пичушкин знал об этом факте, но не поверил, что она действительно оставила ребёнку записку, в дальнейшем он также говорил, что желание убивать было сильнее страха попасться. По его словам, пока они шли в парк, гуляли, разговаривали, он «всё думал: убивать или поостеречься». Потом наконец решил, что может «рискнуть», поскольку «уже настроился».
16 июня Александр Пичушкин был арестован. Среди улик, указывавших на его виновность, была запись камеры видеонаблюдения, расположенной на станции метро «Коньково», сделанная 13 июня 2006 года. На ней было видно, как Пичушкин и Москалёва вошли в вестибюль. Через некоторое время арестованный заявил, что именно он и является «Битцевским маньяком». Через несколько дней Пичушкин дал показания по другим преступлениям, совершённым на территории Битцевского парка.
В апреле 2007 года Пичушкин был признан ограниченно вменяемым, что подразумевало под собой возможность в виде наказания поместить осуждённого в места лишения свободы с обязательным принудительным лечением (по результатам экспертизы, проводившейся с декабря 2006 года в Институте имени Сербского). В институте пытался покончить с собой.

## Суд
В июне 2007 года прокуратура Москвы закончила расследование уголовного дела Александра Пичушкина. Ему было предъявлено обвинение в совершении 52 умышленных преступлений, преимущественно на территории Битцевского леса.
13 августа 2007 года в Московском городском суде начались предварительные слушания по делу Александра Пичушкина, обвиняемого в убийстве 49 человек и покушении на убийство ещё 3 человек. Ему было предъявлено обвинение по статье 105 Уголовного кодекса России «Убийство двух или более лиц, находящихся в заведомо беспомощном состоянии, совершённое с особой жестокостью». Государственным обвинителем на процессе выступил прокурор Москвы Юрий Юрьевич Сёмин. Согласно его прогнозам, суд над Пичушкиным должен был продлиться не менее двух месяцев. По делу проходили 41 потерпевший и 98 свидетелей обвинения. Суд удовлетворил ходатайство обвиняемого о рассмотрении его дела коллегией присяжных и объявил, что процесс будет открытым. Отбор коллегии присяжных был назначен на 13 сентября.
По данным расследования, Пичушкин совершал преступления с 1992 по 2006 годы. Наиболее активно обвиняемый действовал в 2001—2003 и 2005—2006 годах на территории Битцевского лесопарка. В основном жертвами Пичушкина были мужчины, среди потерпевших было всего четыре женщины: трое были убиты (Вера Захарова, Лариса Кулыгина и Марина Москалёва) и на одну совершено покушение (Мария Виричева). Назначенный адвокат подсудимого Павел Иванников сообщил, что его подзащитный признаёт вину в полном объёме.

Точное количество жертв «Битцевского маньяка» до сих пор не известно. Ранее в интервью одному из телеканалов Пичушкин сказал, что совершил 61 убийство (в это время он не знал, что Мария Виричева выжила после нападения). Если верить разным источникам, Пичушкин заявлял об убийстве 60, 62 или 63 человек. В последнем интервью говорил только о 60:
Я знал, что приговор будет стопудово, ещё знал, когда кололи насчёт 12 трупов. Они даже не хотели слушать, что 60 у меня.

При этом, по его словам, многие из его жертв были его знакомыми. По признанию Пичушкина, он заводил жертв под различными предлогами в парк; многим говорил, что в парке похоронена его собака и нужно её помянуть, где убивал их ударами молотка по голове и прятал тела. В ходе следствия Пичушкин показал несколько мест захоронения убитых. Представители МВД высказывали мнение, что Пичушкин по жестокости превзошёл даже Андрея Чикатило. «Битцевский маньяк» заявил также, если бы его не задержали, он бы не перестал убивать: 
Не поймали бы — я бы никогда не остановился, никогда. Спасли жизни многим, поймав меня.

Когда Пичушкина снимала съёмочная группа телеканала «НТВ», он заявил: 
НТВшники, я ещё вернусь в Битцевский парк. Моя рука хорошо помнит молоток!
24 октября коллегия присяжных Московского городского суда единодушно вынесла обвинительный вердикт. Александр Пичушкин был признан полностью виновным в 49 убийствах и 3 покушениях на убийство. 25 октября он выступил с последним словом в суде, сказав, что не сожалеет о своих поступках:
Всё это время я чего хотел, то и делал… Вот уже 500 дней я нахожусь под арестом, и все эти дни огромное количество народа решает мою судьбу — менты, следаки, судьи, прокуроры, присяжные, эксперты… Сотни людей решают судьбу одного человека, тогда как я один решил судьбы 63 человек! Нет, пожалуй, шестидесяти, троих можно не считать… Я один был для них прокурором, присяжным, судьёй и палачом. Выполнил все ваши функции. Я был почти что бог! Почувствуйте разницу.
29 октября 2007 года Александр Пичушкин был приговорён к пожизненному лишению свободы в колонии особого режима. Его признали виновным в убийстве 49 человек, включая Михаила Одийчука, убитого в 1992 году, и 3 покушениях на убийство, при этом он сам признался в совершении ещё 11 убийств. Также ему назначили принудительную меру медицинского характера в виде амбулаторного наблюдения и лечения у психиатра по месту отбывания наказания.
2 ноября 2007 года Пичушкин подал кассационную жалобу, в которой просил снизить наказание с пожизненного срока до 25 лет. 14 февраля 2008 года Верховный Суд РФ её отклонил.

## В заключении
Александр Пичушкин был этапирован в колонию особого режима «Полярная сова» для отбытия наказания. По слухам, в колонии он первое время содержался в одной камере с чеченским террористом Нурпашой Кулаевым, которому стал угрожать убийством, сказав ему однажды: «Что-то ты мне не нравишься…», после чего Кулаев, опасаясь за свою жизнь, срочно попросил о переводе в другую камеру.
В конечном итоге из-за систематических конфликтов с сокамерниками Пичушкин был помещён в одиночную камеру.
Отбывая пожизненное лишение свободы, Пичушкин неоднократно заявлял, что в случае условно-досрочного освобождения продолжит убивать людей:
Если бы меня сейчас выпустили, первым делом я убил бы пару человек, чтобы стресс снять, изнасиловал женщину и выпил водки. А дальше как карта ляжет.
5 апреля 2025 года в Федеральной службе исполнения наказаний сообщили, что Александр Пичушкин выразил готовность признаться в других нераскрытых преступлениях — 11 убийствах мужчин и женщин в московском районе Северное Бутово.

## Список жертв
Список жертв Александра Пичушкина (не считая 11 новых жертв, заявленных им в апреле 2025 года):
1. Михаил Петрович Одийчук, 18 лет. Убит 27 июля 1992 года.
2. Евгений Алексеевич Пронин, 52 года. Убит 17 мая 2001 года.
3. Вячеслав Климов, 64 года. Убит 23 мая 2001 года.
4. Юрий (фамилия и возраст неизвестны). Убит 22 июня 2001 года.
5. Николай Тихомиров, 65 лет. Убит 26 июня 2001 года.
6. Николай Степанович Филиппов, 73 года. Убит 29 июня 2001 года.
7. Олег Владимирович Львов, 49 лет. Убит 2 июля 2001 года.
8. Геннадий Сафонов, 61 год. Убит 13 июля 2001 года.
9. Сергей Алексеевич Павлов, 44 года. Убит 14 июля 2001 года.
10. Виктор Елистратов, 45 лет. Убит 20 июля 2001 года.
11. Виктор Волков, 54 года. Убит 21 июля 2001 года.
12. Андрей Владимирович Коновальцев, 22 года. Убит 26 июля 2001 года.
13. Вячеслав (фамилия неизвестна), 39 лет. Убит 18 января 2002 года.
14. Андрей Веселовский, 42 года. Убит 29 января 2002 года.
15. Юрий Александрович Чумаков, 47 лет. Убит 13 февраля 2002 года.
16. Мария Виричева, 19 лет. Нападение 23 февраля 2002 года, выжила.
17. Вера Захарова (возраст неизвестен). Убита 27 февраля 2002 года.
18. Борис Николаевич Нестеров, 47 лет. Убит 7 марта 2002 года.
19. Алексей Васильевич Фёдоров, 42 года. Убит 8 марта 2002 года.
20. Михаил Николаевич Лобов, 13 лет. Нападение 10 марта 2002 года, выжил.
21. Герман Червяков, 43 года. Убит 24 августа 2002 года.
22. Николай Ильинский, 40 лет. Убит 13 сентября 2002 года.
23. Вячеслав Минаев (возраст неизвестен). Убит 25 сентября 2002 года.
24. Сергей Фёдоров, 42 года. Убит 30 сентября 2002 года.
25. Алексей Пушков, 46 лет. Убит 2 ноября 2002 года.
26. Валерий Долматов (возраст неизвестен). Убит 12 ноября 2002 года.
27. Лянг Хафизович Фаткулин, 73-74 года. Убит 13 марта 2003 года.
28. Виктор Ильин, 42 года. Убит 27 марта 2003 года.
29. Игорь Иванович Каштанов, 62 года. Убит 4 апреля 2003 года.
30. Олег Бояров, 42 года. Убит 6 апреля 2003 года.
31. Василий Становой, 40 лет. Убит 10 мая 2003 года.
32. Сергей Чудин, 45 лет. Убит 12 мая 2003 года.
33. Владимир (фамилия и возраст неизвестны). Убит 27 августа 2003 года.
34. Егор Борисович Кудрявцев, 42 года. Убит 30 августа 2003 года.
35. Владимир Фомин (возраст неизвестен). Убит 14 октября 2003 года.
36. Владимир Николаевич Федосов, 43 года. Убит 14 ноября 2003 года.
37. Константин Игоревич Поликарпов, 27 лет. Нападение совершено 15 ноября 2003 года, выжил.
38. Андрей Маслов, 40 лет. Убит 8 июня 2005 года.
39. Юрий Кузнецов, 46 лет. Убит 28 сентября 2005 года.
40. Николай Воробьёв, 31 год. Убит 15 октября 2005 года.
41. Николай Иосифович Захарченко, 63 года. Убит 16 ноября 2005 года.
42. Олег Лаврененко, 36 лет. Убит 21 ноября 2005 года.
43. Владимир Дудукин, 73 года. Убит 28 ноября 2005 года.
44. Николай Ильич Корягин, 72 года. Убит 6 декабря 2005 года.
45. Виктор Соловьёв, 49 лет. Убит 16 декабря 2005 года.
46. Борис Гришин, 64 года. Убит 19 декабря 2005 года.
47. Александр Левочкин, 51 год. Убит 26 декабря 2005 года.
48. Юрий Ромашкин, 55 лет. Убит 27 февраля 2006 года.
49. Степан Васильченко, 57 лет. Убит 4 марта 2006 года.
50. Махмуд Жолдошев, 25 лет. Убит 23 марта 2006 года.
51. Лариса Кулыгина, 48 лет. Убита 11 апреля 2006 года.
52. Марина Москалёва, 36 лет. Убита 13 июня 2006 года.

## Документальные фильмы и телепередачи
- Пусть говорят: Битцевский маньяк (выпуск 28 июня 2006 года).
- «Чистосердечное признание» — Исповедь Битцевского маньяка (2007).
- «Чистосердечное признание» — Маньяки проснулись. (2007).
- «Программа максимум» — «Битцевский маньяк: первая кровь» (2007).
- «Ужас Битцевского парка» (2007).
- Пусть говорят: По следам маньяка (выпуск 3 июля 2008 года).
- «Охотники на маньяков» — «Первый канал» (2008).
- «61-я жертва». 2 серии из цикла Вахтанга Микеладзе «Приговорённые пожизненно». (2008)
- «Discovery Channel» — «Убийца-шахматист» (2009)
- Серия «Битцевский маньяк» в сериале «Важняк» (2010).
- Спецпроект «Садовник» в сериале «След» (2010).
- Репортёрские истории. «Адвокаты дьявола» (2010)
- Документальный цикл «Честно» — «Мой ребёнок-монстр» (2010).
- «Ещё не вечер» — «Дети маньяков» (2011).
- «Родители чудовищ» (2013).
- «Новые русские сенсации» — «Невеста чудовища» (2014).
- «Х-версии. Громкие дела» — «Чикатило: Имя зверя» (2015).
- «Битва экстрасенсов». Паранормальное шоу (2015).
- «Человек и закон» (выпуск 25.11.2016).
- «Линия защиты» – «Поймать маньяка» (2017)
- «По следу оборотня» (2018)
- «Новые русские сенсации» — «Выжившая», 2 серии (2021).

## Прочие факты
- Бродячие собаки поедали тела, которые Пичушкин оставлял в Битцевском парке, из-за чего некоторых погибших людей не обнаружили. Согласно документальному фильму телеканала «Discovery Channel» «Серийные убийцы: Убийца-шахматист»: «эти собаки-людоеды-трупоеды и их потомки до сих пор свободно обитают на Юго-Западе Москвы»[30], что в 2000-х годах было реальной проблемой не только в Битцевском лесу, но и по всей Москве.
- Вскоре после ареста Пичушкина по Москве прокатилась новая серия схожих убийств: в течение трёх лет на востоке и юго-востоке столицы было совершенно 6 убийств и 3 покушения на убийство. Жертвами становились бездомные, иногда также случайные ночные прохожие. Почерк преступлений был схож с почерком «Битцевского маньяка», головы убитых были до неузнаваемости разбиты тяжёлым предметом. Поползли слухи, что арестованный Пичушкин не виноват. В октябре 2008 года серийный убийца был задержан: им оказался 30-летний уроженец Тбилиси Олег Петросян, который заявлял, что Пичушкин приходил к нему во сне, приказывая убивать людей. В 2009 году Петросян был признан невменяемым и отправлен на принудительное лечение в одну из специализированных психиатрических больниц[31][32].
- 18-летние убийцы Артём Ануфриев и Никита Лыткин во время следствия сообщили, что в 2007 году посмотрели по телевизору передачу об Александре Пичушкине. Ануфриев создал в Интернете группу «Пичушкин — наш президент», и после этого у них возникло желание по примеру Пичушкина убивать. Позже в ходе следствия было установлено, что убийцами двигали иные мотивы, мало имеющие отношения к мотивам Пичушкина.
- В 2017 году в Битцевском парке произошли новые убийства[33]. Появились слухи о «Новом битцевском маньяке», которые впоследствии не подтвердились. Выпуск программы «Андрей Малахов. Прямой эфир» от 17 ноября 2017 года, озаглавленный «Новый битцевский маньяк?» и посвящённый одному из новых убийств, также содержит интервью с другим российским серийным убийцей — осуждённым пожизненно Михаилом Попковым, убившим 86 человек и известным как «Ангарский маньяк»[34].